# Бороуси
Бороуси (рос. Бороусы) — присілок в Питаловському районі Псковської області Російської Федерації.
Населення становить 321 особу. Входить до складу муніципального утворення Гавровська волость.

## Історія
Від 2015 року входить до складу муніципального утворення Гавровська волость.

## Населення
| 2001 | 2002 | 2010 |
| ---- | ---- | ---- |
| 360  | ↘301 | ↗321 |